# 正八幡神社 (行橋市神田町)
正八幡神社（しょうはちまんじんじゃ）は、福岡県行橋市神田町（じんでんまち）に鎮座する神社（八幡宮）。旧社格は郷社。

## 祭神
応神天皇、神功皇后、比売大神の八幡三神を祀る。

## 由緒
貞観元年（859年）、行教が宇佐神宮の祭神を石清水八幡宮へ勧請する途次、神輿が駐在した地に神社を創建したとも、貞観2年（860年）に国司の一人であった文屋真人益善が宇佐八幡宮の託宣により創建したとも、寛永年間（17世紀前半）に行橋市行事に鎮座する同名の正八幡神社から勧請したものとも伝わる。